# Pheidole cheesmannae
Pheidole cheesmannae är en myrart som beskrevs av Horace Donisthorpe 1941. Pheidole cheesmannae ingår i släktet Pheidole och familjen myror. Inga underarter finns listade i Catalogue of Life.